# Sybra concolor
Sybra concolor là một loài bọ cánh cứng trong họ Cerambycidae.